# Iacopo Balestri
Iacopo Balestri est un footballeur italien né le 21 juin 1975 à Pise.